# 站前路 (合肥)
站前路，安徽省合肥市的一条道路，位于合肥火车站南广场南侧，是进出合肥火车站的主要通道。沿路有合肥火车站南广场、合肥汽车客运总站、合肥旅游汽车站、中国工商银行工银研修中心等。

## 轨道交通
- █ 1号线：合肥火车站
- █ 3号线：合肥火车站⇄鸭林冲站